# ارتش آزادی بخش داغستان
ارتش آزادیبخش داغستان (به انگلیسی:Libration Army of Dagestan) یک سازمان ستیزه‌جوی غیرواقعی بود که گفته می‌شد در داغستان مستقر است و تماس گیرندگان ناشناسی ادعا کرده بودند مسئول بمب‌گذاری آپارتمان‌های روسیه در سال ۱۹۹۹ است.

## تماس‌ها

### اولین تماس
در ۲ سپتامبر ۱۹۹۹، روزنامه‌نگاری که برای خبرگزاری فرانسه در شهر گروزنی کار می‌کرد از شخصی به نام خسبولات، تماسی تلفنی دریافت کرد. تماس گیرنده خود را یکی از اعضای ارتش آزادی بخش داغستان معرفی کرد و مدعی شد که عامل انفجار میدان مانژنایا در مسکو در ۳۱ اوت ۱۹۹۹ بوده‌است. . به گزارش خسبولات، ارتش آزادسازی داغستان زیرمجموعه ارتش اسلامی قفقاز به رهبری شیخ محمد بگ‌الدین بود. شیخ بگ‌الدین، اهل روستای کاراماخی در داغستان و رهبر جامعه وهابی بود و ارتش اسلامی قفقاز را در واکنش به حمله نیروهای فدرال به زادگاهش ایجاد کرده بود.

### دومین تماس
در ۹ سپتامبر ۱۹۹۹، یک فرد ناشناس که با لهجه قفقازی صحبت می‌کرد با خبرگزاری اینترفاکس تماس گرفت و گفت که انفجارهای بویناکسک و مسکو «پاسخ ما به بمباران غیرنظامیان در روستاهای چچن و داغستان» بود.

### سومین تماس
در ۱۵ سپتامبر ۱۹۹۹، مردی ناشناس که او هم با لهجه قفقازی صحبت می‌کرد، با خبرگزاری ایتار تاس تماس گرفت و ادعا کرد که نماینده ارتش آزادی بخش داغستان است. او گفت که انفجارهای بویناکسک و مسکو توسط سازمان او انجام شده‌است. به گفته وی این حملات در تلافی کشته شدن زنان و کودکان مسلمان در جریان حملات هوایی روسیه در داغستان بوده‌است. تماس‌گیرنده گفته بود: «مرگ را با مرگ اجابت خواهیم کرد»

## بازخوردها

### مقام‌های رسمی
مقامات روسیه،‌ چه در  وزارت کشور و چه در اف‌اس‌بی،‌ این ادعاها را مشکوک دانستند. سرگئی باگدانوف،‌ از سرویس مطبوعاتی اف‌اس‌بی در مسکو،‌ اعلام کرد نباید برای گفته‌های فردی ناشناس که خود را نماینده سازمانی نیمه خیالی معرفی می‌کند اعتباری قائل شد. او اصرار داشت که این سازمان ارتباطی با بمب‌گذاری‌ها ندارد. در ۱۵ سپتامبر ۱۹۹۹،‌ یکی از مقامات داغستان نیز منکر وجود ارتش آزادیبخش داغستان شد. 

## منبع
Wikipedia contributors. Liberation Army of Dagestan [Internet]. Wikipedia, The Free Encyclopedia; 2023 Feb 6, 16:58 UTC [cited 2023 Feb 22]. Available from: https://en.wikipedia.org/w/index.php?title=Liberation_Army_of_Dagestan&oldid=1137821303.